# Coupe Spengler 1976
Navigation
Édition précédente Édition suivante
La Coupe Spengler 1976 est la 50e édition de la Coupe Spengler. Elle se déroule en décembre 1976 à Davos, en Suisse.

## Règlement du tournoi
Les équipes sont regroupés au sein d'un seul groupe. Les équipes jouent un match contre chacune des autres équipes. Le premier de la poule est déclaré vainqueur de la Coupe Spengler.

## Résultats des matchs et classement
| Clt   | Équipe           | PJ | V | D | N | BP | BC | Pts |
| ----- | ---------------- | -- | - | - | - | -- | -- | --- |
| +001, | Union soviétique | 4  | 4 | 0 | 0 | 24 | 7  | 8   |
| +002, | Tchécoslovaquie  | 4  | 2 | 2 | 0 | 15 | 12 | 4   |
| +003, | Suisse           | 4  | 2 | 2 | 0 | 11 | 14 | 4   |
| +004, | Finlande         | 4  | 1 | 3 | 0 | 10 | 12 | 2   |
| +005, | Japon            | 4  | 1 | 3 | 0 | 12 | 27 | 2   |

- Vainqueur de la compétition